# Gaetano Greco
Gaetano Greco, italijanski baročni skladatelj, * 1657, Neapelj, † 1728, Neapelj.